# Orkanens öga

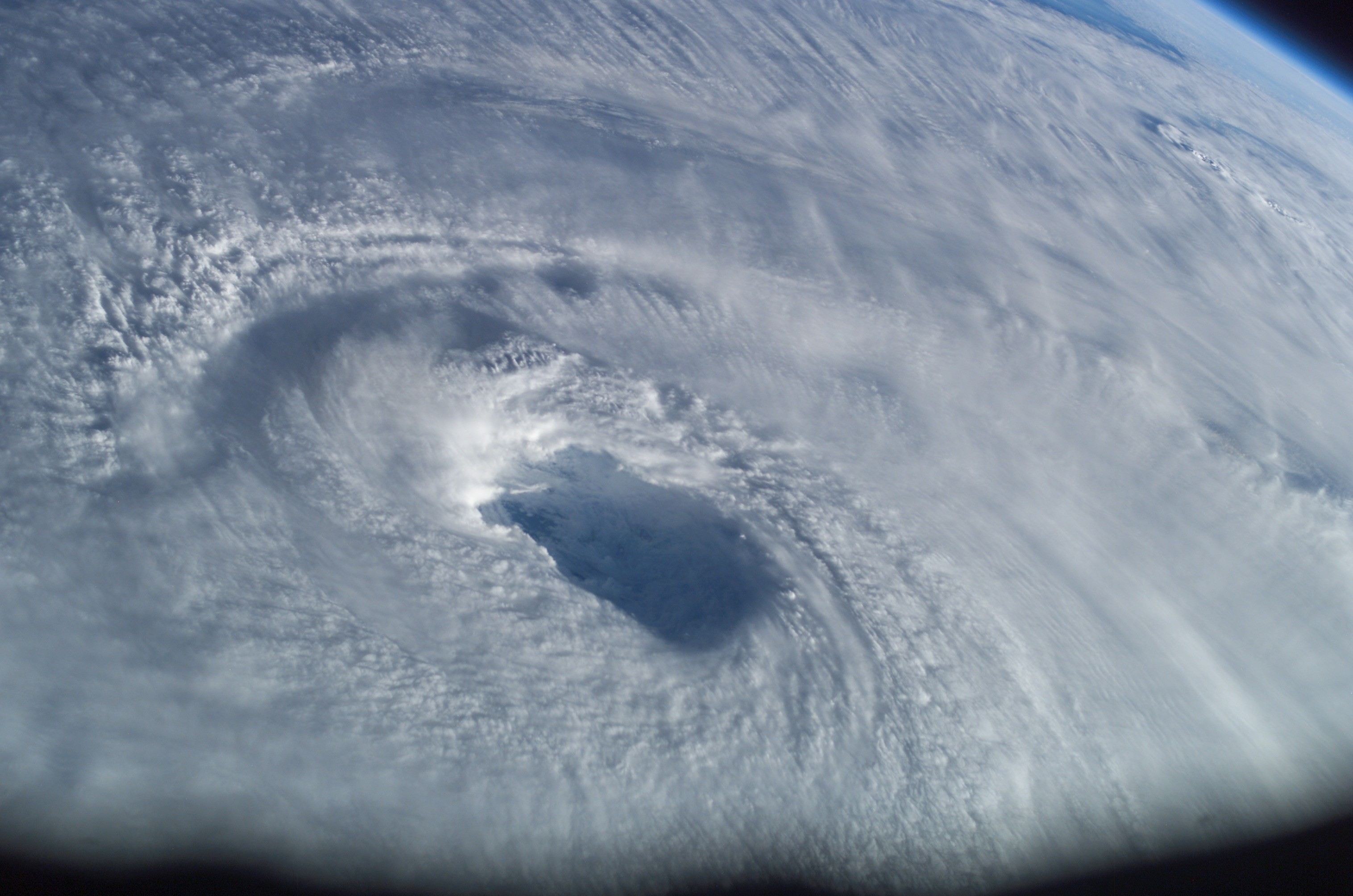
Ögat på kategori 4-orkanen Isabel syns som det mörka området i mitten.

Orkanens öga är namnet på det vindstilla området mitt i en tropisk cyklon. I orkanens öga sjunker luften och värms upp vilket leder till tryckfall.
Orkanens öga är vanligtvis cirkulärt och har en diameter på 30-60 kilometer, men det kan variera från 8 till över 200 kilometer. Inne i ögat är det stilla, lite nederbörd, men ofta molnfritt. Fickor eller armar från det omgivande stormsystemet kan dock tränga in och spoliera stillheten. Tolv kilometer över havsytan kan ögat till exempel vara tio grader varmare än den omgivande orkanen. Det lägsta lufttrycket finns i ögat och kan vara så mycket som 15 % lägre än lufttrycket utanför stormen.
Värme och fuktighet är en förutsättning för att ett öga i en orkan skall uppstå, och fenomenet finns därför bara runt tropikerna, där haven är varmare än 27 grader. Orsaken är att stormar bildas genom att varm och kall luft möts, och över de varma haven är detta möte extremt. Så länge värmen och fuktigheten är närvarande, förstärks orkanen, men när den driver in över land, avtar den i styrka.

## I kulturen
Talesättet att till exempel en person befinner sig "i stormens öga" har betydelsen att personen är "i händelsernas centrum" eller där det är som farligast.
Uttrycket kan tyckas oegentligt då det i orkanens öga är relativt stilla, men ett orkanöga kan på kort tid förflyttas, vilket medför att den som befann sig i orkanens öga på kort tid kan riskera att hamna i kraftigt oväder.